# تجمع صناء (العبر)

تعديل مصدري - تعديل

تجمع صناء هي إحدى قرى عزلة العبر بمديرية العبر التابعة لمحافظة حضرموت، بلغ تعداد سكانها 18 نسمة حسب تعداد اليمن لعام 2004.